# Tri Nations 2003
Il Tri Nations 2003 (in inglese 2003 Tri Nations Series) fu l'8ª edizione del torneo annuale di rugby a 15 tra le squadre nazionali di Australia, Nuova Zelanda e Sudafrica.
Si tenne dal 12 luglio al 16 agosto 2003 e fu vinto per la quinta volta dalla Nuova Zelanda.
La superiorità degli All Blacks fu netta (4 vittorie su 4 e due punti di bonus) e il trofeo giunse con una giornata d'anticipo: la sicurezza matematica si ebbe con la vittoria 19-11 a Dunedin sul Sudafrica (già battuto a domicilio 52-16) che rese inutile l'ultima sfida contro l'Australia, valida solo per la Bledisloe Cup.
Per i neozelandesi fu il quinto titolo in otto edizioni.
Il valore delle marcature, come stabilito dall’IRFB nel 1992, era: 5 punti per ciascuna meta (7 se trasformata), 3 punti per la realizzazione di ciascun calcio piazzato, idem per il drop.

## Nazionali partecipanti e sedi
| Squadra       | Città                   | Impianto interno                        |
| ------------- | ----------------------- | --------------------------------------- |
| Australia     | Brisbane Sydney         | Lang Park Stadium Australia             |
| Nuova Zelanda | Auckland Dunedin        | Eden Park Carisbrook                    |
| Sudafrica     | Città del Capo Pretoria | Newlands Stadium Stadio Loftus Versfeld |

## Risultati
| Arbitro: | Steve Walsh |

|                  |      |                   |
| Matfield Russell | mt   | Roff Sailor Waugh |
| Koen (2)         | tr   | Burke (2)         |
| Koen (4)         | c.p. |                   |
|                  | drop | Burke             |

| Arbitro: | Alain Rolland |

|          |      |                                                |
| Willemse | mt   | Howlett (2) Mauger Meeuws Rokocoko (2) Spencer |
| Koen     | tr   | Spencer (4)                                    |
| Koen (2) | c.p. | Spencer (3)                                    |
| Koen     | drop |                                                |

| Arbitro: | Tony Spreadbury |

|                     |      |                                          |
| Burke Rogers Sailor | mt   | Carter Howlett Mauger Rokocoko (3) Umaga |
|                     | tr   | Carter Spencer (2)                       |
| Burke (2)           | c.p. | Spencer (3)                              |

| Arbitro: | Paddy O’Brien |

|              |      |          |
| Rogers Waugh | mt   |          |
| Flately (2)  | tr   |          |
| Flatley (5)  | c.p. | Koen (3) |

| Arbitro: | Peter Marshall |

|             |      |          |
| Rokocoko    | mt   | Bands    |
| Spencer     | tr   |          |
| Spencer (4) | c.p. | Koen (2) |

| Arbitro: | Jonathan Kaplan |

|             |      |             |
| Howlett (2) | mt   | Smith       |
| Spencer     | tr   |             |
| Spencer (3) | c.p. | Flatley (4) |

## Classifica
| Pos | Squadra       | G | V | N | P | PF  | PS  | DP  | BMP | Pt |
| --- | ------------- | - | - | - | - | --- | --- | --- | --- | -- |
| 1   | Nuova Zelanda | 4 | 4 | 0 | 0 | 142 | 65  | +77 | 2   | 18 |
| 2   | Australia     | 3 | 1 | 0 | 2 | 89  | 106 | −17 | 2   | 6  |
| 3   | Sudafrica     | 4 | 1 | 0 | 3 | 62  | 122 | −60 | 0   | 4  |